# Rosemarie Heyd-Burkart
Rosemarie Heyd-Burkart (* 8. Juli 1905 in Berlin; † November 2002 in Darmstadt) war eine deutsche Romanistin.

## Leben
Rosemarie Burkart wuchs als Tochter eines Eisenbahndirektors in Berlin-Schöneberg auf. 1925 machte sie am Mädchenrealgymnasium Berlin-Steglitz Abitur und studierte Romanistik und Anglistik in Berlin, Freiburg im Breisgau, Marburg und Köln. Studienaufenthalte führten sie nach Paris, London und Madrid.  Nach dem Staatsexamen 1931 in Köln wurde sie Assistentin von Leo Spitzer, dem sie von Marburg nach Köln gefolgt war. Nach ihrer Promotion 1933 wurde sie als in Opposition zum Nationalsozialismus stehend suspendiert. Sie folgte Spitzer im Oktober 1933 nach Istanbul. Am Spitzerschen Lehrstuhl für Westliche Literatur lehrte sie dort Altfranzösische und Spanische Literatur, dies, nach Spitzers Weggang 1936, auch unter seinem Nachfolger Erich Auerbach.
1941 heiratete sie den Journalisten Kurt Heyd (aus Darmstadt) und ging mit ihrem Mann, der eingezogen wurde, 1942 nach Deutschland zurück. Von 1946 bis 1960 war sie Lektorin für Französisch und Deutsch als Fremdsprache an der TH Darmstadt, dann freie Journalistin und Übersetzerin, sowie Dolmetscherin für Französisch und Türkisch. Von 1971 bis 1973 hatte sie einen Lehrauftrag für Französisch am Europäischen Raumflugkontrollzentrum in Darmstadt.

## Veröffentlichungen (Auswahl)
- Die Kunst des Maßes in Mme de Lafayette’s ›Princesse de Clèves‹. Bonn 1933, London 1968. (Kölner romanistische Arbeiten 6)

### Übersetzungen
- Denis Diderot: Der weiße Vogel. Ein Märchen. Darmstadt 1948.
- Michel Ragon: Das Abenteuer der abstrakten Kunst. Gestalten und Ergebnisse der Pariser Schule. Luchterhand, Neuwied 1957.
- François Poli: Haie fängt man nachts. Darmstadt 1959.
- François Poli: Gentleman von der Teufelsinsel. Roman und Abenteuer. Darmstadt 1960.
- Régine Pernoud: Eleonore von Aquitanien. Königin der Troubadoure. Diederichs, Düsseldorf 1966.
- David Duff: Die Enkel der Queen. Lebensbilder einer deutschen Fürstenfamilie. Diederichs, Düsseldorf 1968.
- Spanien. Geschichte und Kunst. Droemer und Knaur, München und Zürich 1968.
- Saul Kussiel Padover: Joseph II. Ein Revolutionär auf dem Kaiserthron. Diederichs, Düsseldorf 1969.
- Jack Lindsay: Kleopatra. Eine Frau und eine Epoche. Diederichs, Düsseldorf 1972.
- David Duff: Eugénie und Napoleon III. Diederichs, Düsseldorf 1979.